# Nissoria
Nissoria – miejscowość i gmina we Włoszech, w regionie Sycylia, w prowincji Enna.
Według danych na rok 2004 gminę zamieszkuje 3015 osób, 49,4 os./km².